# Gigny-sur-Saône
Gigny-sur-Saône település Franciaországban, Saône-et-Loire megyében. Lakosainak száma 568 fő (2022. január 1.). Gigny-sur-Saône Boyer, Marnay, Ormes, Saint-Cyr, Saint-Germain-du-Plain és Sennecey-le-Grand községekkel határos.

## Népesség
A település népességének változása:
| Lakosok száma | 557  | 545  | 551  | 528  | 551  | 547  | 542  | 556  | 568  |
|               | 2013 | 2015 | 2016 | 2017 | 2018 | 2019 | 2020 | 2021 | 2022 |